# Julien Vidal
Julien Vidal SM (ur. 12 lipca 1846 w Villecomtal, zm. 2 kwietnia 1922) – francuski duchowny rzymskokatolicki, marista, misjonarz, biskup, wikariusz apostolski Fidżi i prefekt apostolski Brytyjskich Wysp Salomona.

## Biografia
Julien Vidal urodził się 12 lipca 1846 w Villecomtal we Francji. 8 grudnia 1869 złożył śluby zakonne i po otrzymaniu święceń prezbiteriatu został kapłanem Towarzystwa Maryi (marystów).
13 maja 1887 papież Leon XIII mianował go wikariuszem apostolskim Fidżi oraz biskupem tytularnym Abydusu. 27 grudnia 1887  w Espalion przyjął sakrę biskupią z rąk biskupa Rodez Josepha-Chrétiena-Ernesta Bourreta CO. Współkonsekratorami byli biskup Saint-Flour François-Antoine-Marie-Ambroise-Benjamin Baduel oraz biskup Tulle Henri-Charles-Dominique Denéchau.
Od lipca 1897 do 1903 był równocześnie prefektem apostolskim Brytyjskich Wysp Salomona. Zmarł 2 kwietnia 1922.